# 몬티 파이튼 - 삶의 의미
몬티 파이튼 - 삶의 의미(Monty Python's The Meaning Of Life)는 영국에서 제작된 테리 존스 감독의 1983년 코미디, 뮤지컬 영화이다. 그레이엄 채프먼 등이 주연으로 출연하였고 존 글드스톤 등이 제작에 참여하였다. 이 영화는 1989년 그레이엄 채프먼이 사망하기 전 6명의 파이튼 멤버들이 주연으로 참여한 마지막 장편 영화이다.
1983년 6월 23일 영국에서 개봉된 몬티 파이튼 - 삶의 의미는 전작처럼 좋은 평가를 받지는 못했으나 사소한 박스오피스 성공을 거두었다.

## 출연

### 주연
- 그레이엄 채프먼
- 존 클리즈

### 조연
- 테리 길리엄
- 에릭 아이들
- 테리 존스
- 마이클 폴린
- 캐롤 클리브랜드
- 사이먼 존스
- 패트리시아 퀸
- 주디 로
- 앤드류 맥라클란
- 마크 홈즈
- 발레리 위팅턴
- 피터 러브스트롬

## 제작진
- 미술: 해리 랭
- 의상: 제임스 애치슨
- 배역: 미쉘 기쉬
- 배역: 데비 맥윌리엄스